# Aphodius abyssinicus
Aphodius abyssinicus is een keversoort uit de familie bladsprietkevers (Scarabaeidae). De wetenschappelijke naam van de soort is voor het eerst geldig gepubliceerd in 1861 door Harold.